# Adolf Heinzlmeier
Adolf Heinzlmeier (* 1936 in München) ist ein deutscher Journalist, Filmkritiker und Autor.

## Leben
Adolf Heinzlmeier arbeitete unter anderem als Designer und Schriftsetzer, studierte Germanistik, Romanistik und Philosophie. Er spezialisierte sich dann auf die Filmkunst und arbeitete als freier Autor für Zeitschriften und Verlage. Oftmals zusammen mit Berndt Schulz verfasste er mehrere Sachbücher über Filmgeschichte sowie Lexika zu deutschen und internationalen Filmstars. Eine umfangreiche Sammlung ihrer kritischen Ansichten über Tausende von Kino- und Fernsehfilmen bot das Lexikon Filme im Fernsehen (erstmals 1988). Daneben schrieb Heinzlmeier auch zahlreiche Biografien über Schauspieler wie Marlene Dietrich, Johnny Depp, Jack Nicholson, Meryl Streep, Kim Basinger, Julia Roberts, Sandra Bullock, Mel Gibson, Heiner Lauterbach und Sean Connery. Die Bücher wurden unter anderem bei Fischer, Hoffmann und Campe und Schwarzkopf & Schwarzkopf verlegt.
Unter dem Titel Todessturz veröffentlichte er 2006 seinen ersten Kriminalroman. Er hat mit diesem Buch seine Serie um den Frankfurter Privatdetektiv Peter Merton gestartet. Adolf Heinzlmeier, der sich auch als Herausgeber und Übersetzer betätigte, lebt in Frankfurt am Main und Andalusien.

## Werke (Auswahl)

### Filmsachbücher
- mit Berndt Schulz und Karsten Witte: Die Unsterblichen des Kinos.
  - Band 1: Stummfilmzeit und die goldenen 30er Jahre. Frankfurt am Main 1982, ISBN 3-596-23666-5.
  - Band 2: Glanz und Mythos der Stars der 40er und 50er Jahre. Frankfurt am Main 1980, ISBN 3-596-23658-4.
  - Band 3: Die Stars seit 1960. Frankfurt am Main 1982, ISBN 3-596-23679-7.
- Raub und Mord. Banditen und Sozialrebellen in Leben, Legende und Film. Frankfurt am Main 1981, ISBN 3-8218-1011-4.
- mit Berndt Schulz: Happy-End. Berühmte Liebespaare der Leinwand. Frankfurt am Main 1981, ISBN 3-596-23668-1.
- mit Jürgen Menningen und Berndt Schulz: Kultfilme. Hamburg 1983, ISBN 3-455-08751-5.
- als Mitverfasser: Road movies. Action-Kino der Maschinen und Motoren. Hamburg/Zürich 1985, ISBN 3-89136-019-3.
- mit Jürgen Menningen und Berndt Schulz: Kino der Nacht. Hollywoods Schwarze Serie. Hamburg/Zürich 1985, ISBN 3-89136-040-1.
- als Mitverfasser: Die großen Stars des deutschen Kinos. Herford 1985, ISBN 3-512-00727-9.
- mit Berndt Schulz: Kino-Klassiker. 100 Meisterwerke der Filmgeschichte. Hamburg/Zürich 1986, ISBN 3-89136-102-5.
- mit Berndt Schulz: Stars und Stunts im Action-Kino. Hamburg 1986, ISBN 3-88724-016-2.
- mit Berndt Schulz: Goldenes Kino. Stars und Hits der Filmgeschichte. Hamburg 1987, ISBN 3-89324-016-0.
- mit Berndt Schulz: Lexikon Filme im Fernsehen. 5000 Spielfilme TV – Video – Kabel. Hamburg/Zürich 1988, ISBN 3-89136-139-4; zweite, erweiterte Auflage 1990, ISBN 3-89136-392-3. Online-Version
- mit Berndt Schulz: Internationale Kinostars. Herford 1988, ISBN 3-512-00842-9.
- Nachkriegsfilm und Nazifilm. Anmerkungen zu einem deutschen Thema. Frankfurt am Main 1988, ISBN 3-927269-04-2.
- als Mitverfasser: Dustin Hoffman. Rastatt 1989, ISBN 3-8118-3040-6.
- Sean Connery. Rastatt 1990, ISBN 3-8118-3051-1.
- Mickey Rourke, der rebellische Hollywood-Star. Bergisch Gladbach 1990, ISBN 3-404-61172-1.
- Fritz Lang. Rastatt 1990, ISBN 3-8118-3061-9.
- Michael Douglas. Rastatt 1990, ISBN 3-8118-3060-0.
- Jack Nicholson: Hollywoods Wolf im Schafspelz. Bergisch Gladbach 1991, ISBN 3-404-61192-6.
- Kim Basinger. Ihre Filme – ihr Leben. München 1992, ISBN 3-453-05973-5.
- mit Jo Teichmann: Kino für Kenner. 799 Fragen über Menschen, Filme, Emotionen. Frankfurt am Main 1993, ISBN 3-8218-1279-6.
- Woody Allen. Wien 1993, ISBN 3-552-05098-1.
- Johnny Depp. Rastatt 1993, ISBN 3-8118-3953-5.
- Michael J. Fox. Rastatt 1993, ISBN 3-8118-3959-4.
- Christian Slater. Rastatt 1993, ISBN 3-8118-3969-1.
- Meryl Streep. Wien 1994, ISBN 3-552-05109-0.
- Mel Gibson: Schauspieler und Regisseur. München 1996, ISBN 3-453-10860-4.
- Johnny Depp. Der sensible Don Juan. München 1996, ISBN 3-453-11855-3.
- Sandra Bullock. Hollywoods neues Gesicht. München 1997, ISBN 3-453-12622-X.
- Heiner Lauterbach. Der sanfte Macho. München 1998, ISBN 3-453-14576-3.
- Marlene. Die Biografie. Hamburg und Wien 2000, ISBN 3-203-84102-9.
- mit Berndt Schulz: Lexikon der deutschen Film- und TV-Stars. Berlin 2000, ISBN 3-89602-229-6; erweiterte Neuausgabe 2003, ISBN 3-89602-475-2.
- Sean Connery. Lizenz zum Filmen. Hamburg/Wien 2001, ISBN 3-203-84116-9.

### Krimis
- Todessturz. Erster Fall für Peter Merton. Meßkirch 2005, ISBN 3-89977-649-6.
- Bankrott. Zweiter Fall für Peter Merton. Meßkirch 2006, ISBN 3-89977-667-4.

### Herausgebertätigkeit
- Bayrische Witze. Frankfurt am Main 1988, ISBN 3-8218-1983-9.
- Charlie Chaplin. Tramp, Clown, Träumer. Frankfurt am Main 1989, ISBN 3-8218-1785-2.

### Übersetzungen
- Bob Thaves: Frank und Ernst. Gelächter im Park, zus. mit Deborah Griggs. Frankfurt am Main 1988, ISBN 3-8218-1873-5.